# Mausoleo di Mao Zedong
Il mausoleo di Mao Zedong (in cinese: 毛主席纪念堂) è un monumento funerario situato sulla piazza Tienanmen a Pechino. Esso accoglie le spoglie mortali di Mao Zedong, fondatore della Repubblica Popolare Cinese.
Sebbene Mao avesse espresso in vita la volontà di essere cremato, il suo corpo fu invece imbalsamato. La costruzione del mausoleo per onorare le sue spoglie cominciò poco tempo dopo la sua morte. Oggi è un'attrazione turistica molto popolare, visitata da migliaia di turisti ogni anno.
Il corpo imbalsamato del presidente Mao è custodito in una teca di vetro al centro della struttura, sorvegliato a vista da una guardia d'onore. Il mausoleo è aperto al pubblico tutti i giorni tranne il lunedì.

## Storia

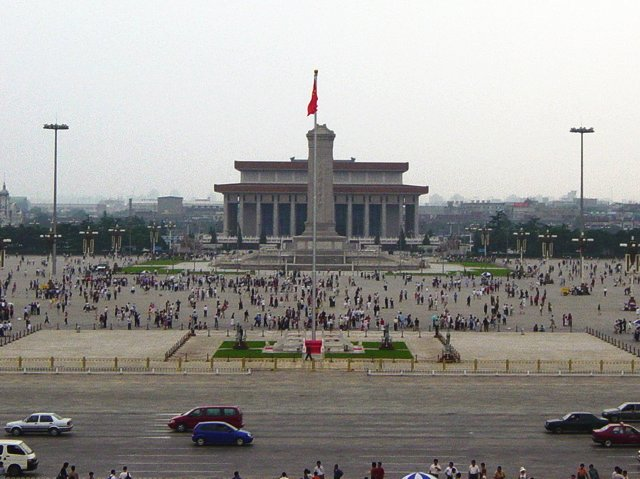
Vista frontale del Mausoleo di Mao Tse-tung, qui ripreso dietro al Monumento agli eroi del popolo in piazza Tienanmen

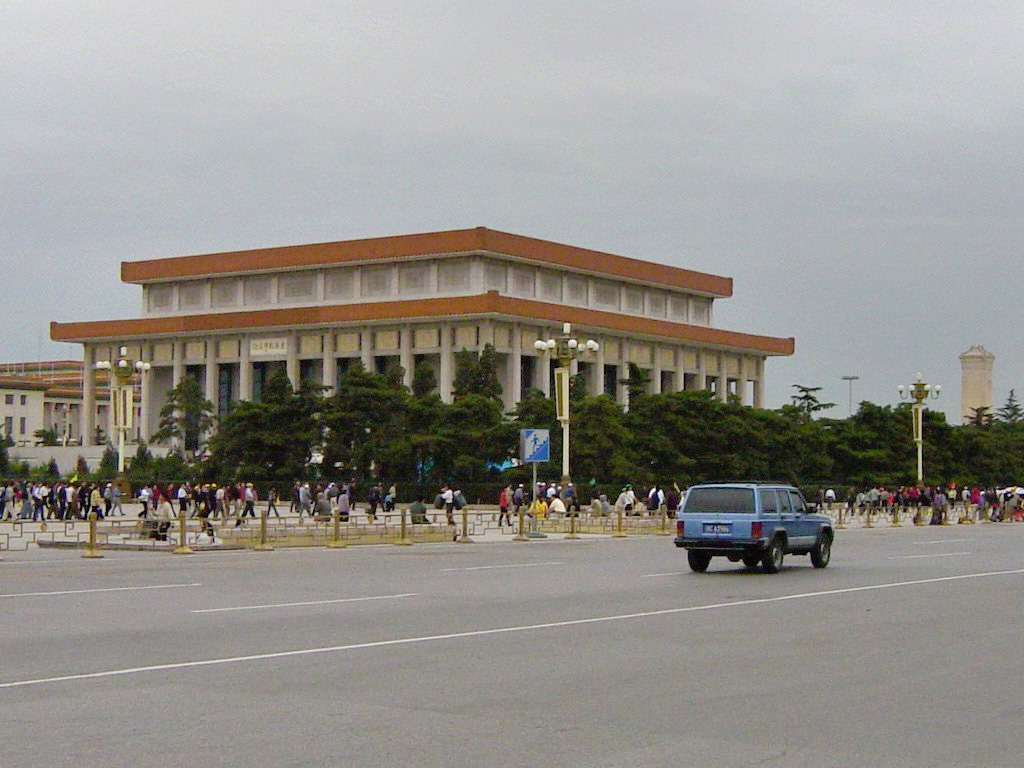
Vista laterale del Mausoleo.

La costruzione del mausoleo cominciò immediatamente dopo la morte di Mao, avvenuta il 9 settembre 1976. La cerimonia di inaugurazione si tenne il 24 novembre 1976, e la struttura venne completata il 24 maggio 1977. Il presidente Hua Guofeng, che supervisionò il progetto, ebbe l'ultima parola sul design del mausoleo.
Molti cinesi furono coinvolti nella progettazione e nella costruzione del mausoleo, con oltre 700,000 persone provenienti da province diverse e regioni autonome, tra cui molti volontari. Giunsero materiali da tutta la nazione per la costruzione dell'edificio: granito dalla provincia di Sichuan, piatti di porcellana da quella di Guangdong, alberi di pino da Yan'an nella provincia di Shaanxi, terra e rocce dal monte Everest, e quarzo dalle montagne di Kunlun. Nel 1997 il mausoleo rimase chiuso per circa nove mesi per lavori di ristrutturazione, per poi riaprire il 6 gennaio 1998.
Oggi il mausoleo è una popolare attrazione turistica della città di Pechino, e viene spesso visitato da dignitari stranieri e dirigenti del Partito Comunista Cinese. Vari capi di Stato, come il leader cubano Fidel Castro e il presidente venezuelano Nicolás Maduro, hanno visitato il mausoleo durante i loro viaggi ufficiali in Cina.